# WEEKEND VIEW
WEEKEND VIEW（ウィークエンド・ビュー）は、かつてCROSS FMで放送されていたラジオ番組。
放送期間は1998年4月4日～2001年3月31日、放送時間は毎週土曜日・日曜日の5:00-7:00、北九州本社スタジオから録音放送された。

## 概要
- 週末早朝のワイド番組。新人ナビゲーターの育成という一面も持ち合わせていた。

## ナビゲーター
1998年春〜1999年春
- 金子真由美（土）

この番組でナビゲーターデビューしたが、1年後に降板、その後は同局での番組担当はない。
- 鈴木麻由（日）

この番組でナビゲーターデビュー。
1999年春〜2000年春
- 鈴木麻由（土、日）

この改編からは土・日両日共に担当するようになった他、「RADIO SONIC」のナビゲーターも担当するようになった。翌年春に降板、その後は「BRAVO CALLIN'」「SUNDAY SUNSET TRAX」などのナビゲーターを担当した。
2000年春〜2000年秋
- 八木徹（土）

この番組でナビゲーターデビュー。当時は福岡市のコミュニティFMであるFREE WAVEのパーソナリティも務めていた。
- CAORI（日）

この番組でナビゲーターデビューしたが半年で降板、後続の新番組「BE-FINE SUNDAY」のナビゲーターになった。
2000年秋〜2001年春
- 八木徹（土）

番組終了までナビゲーターを務め、番組終了後は「RADIO GONG SHOW」などのナビゲーターを務めた。
- T'BONE（日）

この番組でナビゲーターデビュー、番組終了まで務めたがその後は同局での番組担当はない。

## エピソードなど
- いろいろな話題に音楽をのせて放送する番組だったが、T'BONEが担当した「WEEKEND VIEW SUNDAY T'BONE EDITION」だけはテーマチューン、ジングル、BGM全てを差し替え全米・全英のシングルチャートを紹介した。
- 番組は原則録音で放送された。但し1998年12月12日・13日の両日は同局のリスナー感謝キャンペーン週間「CROSS FM MEGA PEACE WEEK」に合わせ本社スタジオから生放送、電話リクエストを受け付けた。

### 前後の番組
1998年春〜1999年春
- 土日・前：MIDNIGHT WALK - 火-土 25:00-27:00
- 土・後：ASIAN WIND - 土 7:00-8:00
- 日・後：SUNDAY MORNING BUZZ - 日 7:00-10:00

1999年春〜2000年春
- 土日・前：MIDNIGHT WALK - 月-土 25:00-27:00
- 土・後：MOZI MOZI SATURDAY - 土 7:00-10:00
- 日・後：SUNDAY MORNING BUZZ - 日 7:00-11:00

2000年春〜2000年秋
- 土日・前：MIDNIGHT WALK - 月-土 25:00-27:00
- 土・後：ROLLING SATURDAY - 土 7:00-10:00
- 日・後：MODERATO SUNDAY - 日 7:00-10:00

2000年秋〜2001年春
- 土・前：YOUR STYLE - 金 26:00-27:00（2001年1月から25:00-27:00）
- 土・後：ROLLING SATURDAY - 土 7:00-10:00
- 日・前：NOONY MOON - 土 25:00-27:00
- 日・後：BE-FINE SUNDAY - 日 7:00-10:00

| CROSS FM 週末早朝の番組 | CROSS FM 週末早朝の番組 | CROSS FM 週末早朝の番組                                     |
| 前番組                  | 番組名                  | 次番組                                                      |
| ----------------------- | ----------------------- | ----------------------------------------------------------- |
| PHOENIX DAWN            | WEEKEND VIEW            | CROSS RISING 500（5:00-6:00） CROSS RISING 600（6:00-7:00） |